# École des technologies numériques avancées
Fundada el 2005, l'École des technologies numériques avancéesy, és una Grande école d'informàtica de França. Està situada a Ivry-sur-Seine. Els graus lliurats per la universitat són reconeguts per l'estat francès.
El curs és un sistema educatiu dual de tres anys i inclou 200 hores de lliçons i 400 hores d'estudi de casos pràctics per any. Hi ha dues especialitzacions disponibles: desenvolupament de programari o xarxa informàtica i ordinadors.
A partir de setembre de 2013, la universitat inicià un nou programa gratuït de 2 anys després del Baccalauréat per 250 estudiants. La novetat és que hi ha estudiants de postgrau que pagaran els estudiants en formació (250 euros al mes durant tres anys).